# Fusor (astronomia)
Un fusor és un terme proposat per Gibor Basri, professor Universitat de Califòrnia, Berkeley, per ajudar a aclarir la nomenclatura dels cossos celestes. Segons la seva definició un fusor és un objecte que aconsegueix la fusió del seu nucli durant la seva vida. Aquesta definició inclou tota forma de fusió nuclear per tant la massa possible més baixa d'un fusor estaria al voltant de 13 vegades la de júpiter, quan es fa possible la fusió del deuteri. Aquesta és significativament més petita que el punt al que es produeix la fusió de l'hidrogen, al voltant de 60 vegades la massa de Júpiter. Els cossos no es consideren estel·lars fins al voltant de 75 vegades la massa de Júpiter, quan la contracció gravitatòria s'atura per la calor generada per la reaccions nuclears internes.